# Earth and Sky
Albums de Graham Nash
Wild Tales
(1973) Innocent Eyes
(1986)
Earth & Sky est le troisième album solo de Graham Nash, paru en 1980.

## Titres
Toutes les chansons sont de Graham Nash, sauf TV Guide (Nash, Vitale (en)).

### Face 1
1. Earth & Sky – 3:35
2. Love Has Come – 3:27
3. Out of the Island – 4:20
4. Skychild – 3:55
5. Helicopter Song – 2:47

### Face 2
1. Barrel of Pain – 5:16
2. TV Guide – 1:54
3. It's All Right – 3:14
4. Magical Child – 3:42
5. In the 80's - 3:04

## Musiciens
- Graham Nash : chant, guitare acoustique, guitare rythmique, guitare électrique, orgue, piano électrique, harmonica
- Joel Bernstein : guitare acoustique (2, 8), chœurs (3)
- David Crosby : guitare acoustique (3), chœurs (2, 5)
- Joe Walsh : guitare solo (1, 5), guitare rythmique (1)
- Steve Lukather : guitare solo (2)
- David Lindley : guitare rythmique (1), guitare pedal steel (3), guitare solo (4, 6), guitare (10)
- John Brennan : guitare rythmique (2)
- Danny Kortchmar : guitare rythmique (2, 5), guitare soliste (6), guitare (8, 10)
- Stephen Stills : guitare rythmique (5)
- Tim Drummond : basse (toutes sauf 5 et 9), basse 6 cordes (1, 10)
- George Perry : basse (5)
- Craig Doerge : piano (1, 5, 8, 9, 10), piano électrique (2, 3, 7, 8), orgue (6, 8, 10)
- Russ Kunkel : batterie (toutes sauf 1, 5, 9 et 10), percussions (1, 2, 3)
- Joe Vitale (en) : batterie (1, 5, 6, 10), percussions (1, 10), tympanon (5), orgue (4), flûte (1), synthétiseur (7), piano (7)
- Joe Lala : percussions (5)
- Jackson Nash : harmonica (9)
- Cece Bullard : chœurs sur (1)
- Jackson Browne, Armando Hurley : chœurs (2)
- Gloria Coleman, Brenda Eager, Cleo Kennedy, Nicolette Larson : chœurs (3, 4, 6, 8, 10)
- Leah Kunkel : chœurs (5)
- Cordes sur Helicopter Song : Tim Barr, Debra Pearson, Daniel Smith, Kevan Torfeh, Deborah Yamak.
- Cordes sur TV Guide : Tim Barr, Rhonni Hallman, Jean Hugo, Peter Kent, Sid Page, Debra Price, Julie Rosenfeld, Carol Shive, Daniel Smith, Vicki Sylvester, Kevan Torfeh, Margaret Wooten, Deborah Yamak.
- Cordes sur Magical Child : Ruth Kahn, Sid Page, Kevan Torfeh.